# Carlos Reyles
Carlos Claudio Reyles Gutiérrez (Montevideo, 30 de octubre de 1868 - Montevideo, 24 de julio de 1938) fue un narrador y ensayista uruguayo.

## Biografía
Sus padres fueron Carlos Reyles y María Gutiérrez. Nacido en el seno de una pudiente familia, se dedicó a la administración de sus propiedades y realizó varios viajes por Europa. Se educó en el Colegio Hispano Uruguayo de Montevideo. 
Conoció a Antonia Hierro, cantante de zarzuelas, con quien se casa y luego se separa en 1906.

En 1915 fundó la Federación Rural de Uruguay, y por cierto tiempo se dedicó a la política. Realizó varios negocios relacionados con el latifundio heredado de su padre, con resultados muchas veces adversos y grandes gastos, lo que ocasionaron que al final de su vida hubiese perdido una importante parte de su fortunaː

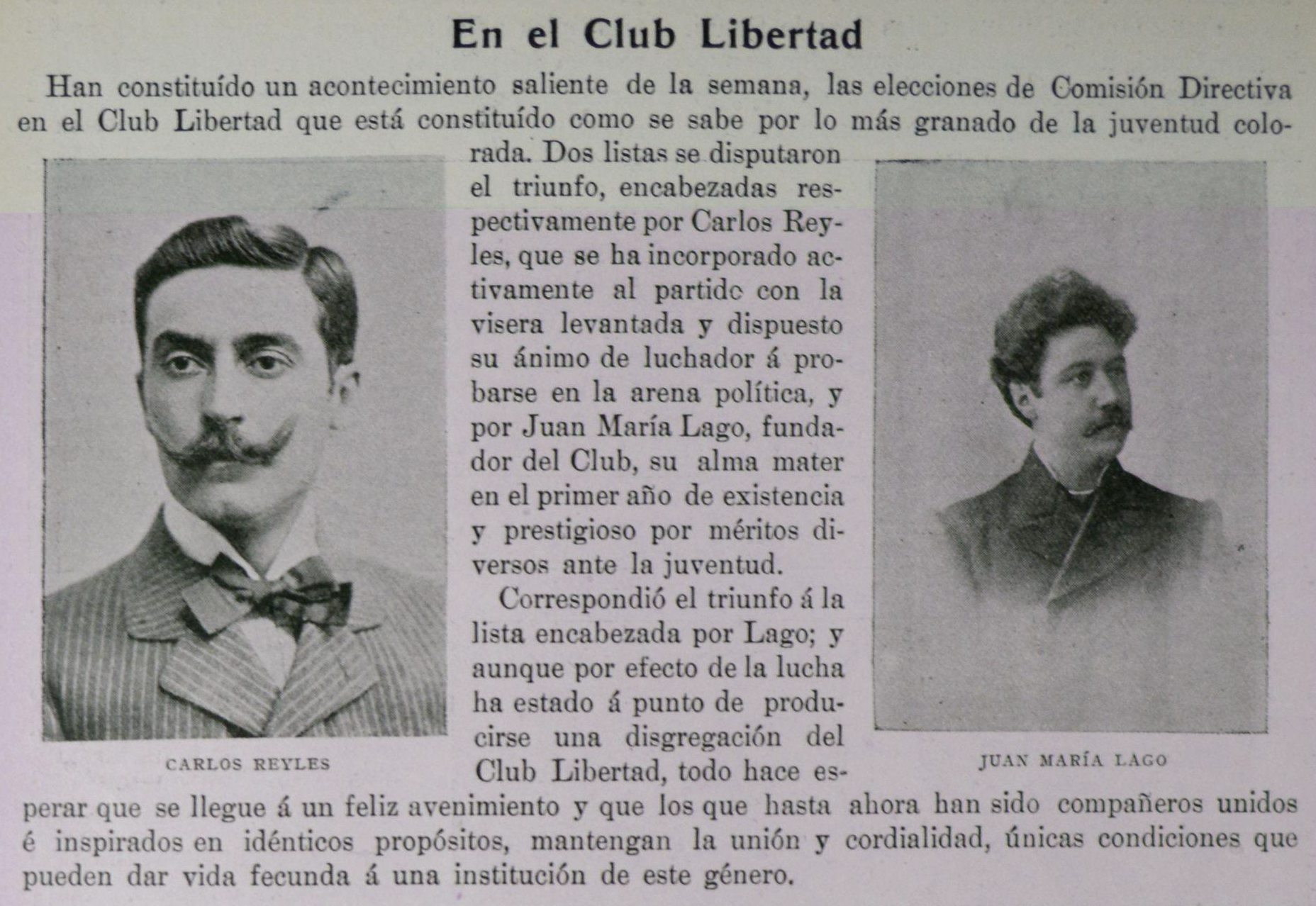

"Él hubiera deseado transferir el poder de los partidos políticos a la Federación Rural y proclamar la disolución de aquéllos. (...) Cuando se refería a la vida y gestión de los partidos políticos en el Uruguay, en momentos en que se realizaba el Centenario, se burlaba de la política cuyo programa se orienta hacia la nacionalización de los servicios públicos. (...) su raíz feudal era irreductible y reaparecía cuando la discusión lo apasionaba y cuando el recuerdo del  estanciero que fue, le despertaba sus viejos rencores y le presentaba el cuadro de sus ambiciones frustradas."

## Obra
En sus comienzos se vio influido por el realismo, y luego (admirado por el decadentismo francés) se plegó al modernismo. Escribió además ensayos de corte social.
- Por la vida (novela; 1888)
- Beba (novela; 1894)
- Primitivo (novela; 1896)
- El extraño (novela; 1897)
- Sueño de rapiña (1898)
- La raza de Caín (novela; 1900)
- El ideal nuevo (ensayo; 1903)
- La muerte del cisne (ensayo; 1910)
- El terruño (novela; 1916)
- Diálogos olímpicos (2 vols.; 1918-1919)
- El embrujo de Sevilla (novela; 1922)
- Historia sintética de la literatura uruguaya (1931)
- El gaucho florido (novela; 1932)
- Diarios (publicados póstumamente, en 1970)